# جایزه بزرگ بحرین ۲۰۲۱
جایزه بزرگ بحرین ۲۰۲۱ (نام رسمی: جایزه بزرگ بحرین ۲۰۲۱ فرمول ۱ گلف ایر (به انگلیسی: Formula 1 Gulf Air Bahrain Grand Prix 2021)) یک مسابقه فرمول یک است که در ۲۸ مارس ۲۰۲۱ به عنوان افتتاحیه مسابقات قهرمانی جهان فرمول یک فصل ۲۰۲۱ برگزار شد.

## زمینه

### شرکت کنندگان
رانندگان و تیم‌ها همان لیست اولیه فصل بودند و هیچ راننده ای برای این مسابقه عوض نشد.

### لاستیک ماشین
شرکت پیرلی، تولیدکننده لاستیک ماشین، تایرهای C3 ،C2 و C4 (به ترتیب سخت، متوسط و نرم) را برای استفاده تیم‌ها برای این مسابقه فراهم کرده‌است.

## تمرین
اولین و دومین تمرین در ساعت ۱۴:۳۰ و ۱۸:۰۰ به وقت محلی در ۲۶ مارس و سومین (آخرین) تمرین در ساعت ۱۵:۰۰ به وقت محلی در ۲۷ مارس آغاز شد.
برای هر سه جلسه تمرین یک ساعت زمان در نظر گرفته شده‌است. از سال ۲۰۰۷ تا ۲۰۲۰ زمان در نظر گرفته شده برای تمرین‌های اول و دوم ۹۰ دقیقه بود و این مسابقه، اولین دوره جایزه بزرگ با زمان ۶۰ دقیقه‌ای برای تمرین‌های اول و دوم بود.
| جایگاه | تمرین اول    | تمرین اول | تمرین دوم     | تمرین دوم | تمرین سوم     | تمرین سوم |
| جایگاه | راننده       | تیم       | راننده        | تیم       | راننده        | تیم       |
| ------ | ------------ | --------- | ------------- | --------- | ------------- | --------- |
| اول    | ماکس فرستاپن | رد بول    | ماکس فرستاپن  | رد بول    | ماکس فرستاپن  | رد بول    |
| دوم    | والتری بوتاس | مرسدس     | لاندو نوریس   | مک‌لارن    | لوییس همیلتون | مرسدس     |
| سوم    | لاندو نوریس  | مک‌لارن    | لوییس همیلتون | مرسدس     | پیر گاسلی     | آلفاتاوری |
| منبع:  |              |           |               |           |               |           |

## تعیین خط
تعیین خط در ساعت ۱۸:۰۰ به وقت محلی در ۲۷ مارس برگزار شد.
| جایگاه | شماره | راننده              | تیم-موتور          | زمان تعیین خط | زمان تعیین خط | زمان تعیین خط | خط شروع  |
| جایگاه | شماره | راننده              | تیم-موتور          | مرحله اول     | مرحله دوم     | مرحله سوم     | خط شروع  |
| ------ | ----- | ------------------- | ------------------ | ------------- | ------------- | ------------- | -------- |
| ۱      | ۳۳    | ماکس فرستاپن        | رد بول-هوندا       | ۱:۳۰٫۴۹۹      | ۱:۳۰٫۳۱۸      | ۱:۲۸٫۹۹۷      | ۱        |
| ۲      | ۴۴    | لوییس همیلتون       | مرسدس              | ۱:۳۰٫۶۱۷      | ۱:۳۰٫۰۸۵      | ۱:۲۹٫۳۸۵      | ۲        |
| ۳      | ۷۷    | والتری بوتاس        | مرسدس              | ۱:۳۱٫۲۰۰      | ۱:۳۰٫۱۸۶      | ۱:۲۹٫۵۸۶      | ۳        |
| ۴      | ۱۶    | شارل لکلرک          | فراری              | ۱:۳۰٫۶۹۱      | ۱:۳۰٫۰۱۰      | ۱:۲۹٫۶۷۸      | ۴        |
| ۵      | ۱۰    | پیر گاسلی           | آلفاتاوری-هوندا    | ۱:۳۰٫۸۴۸      | ۱:۳۰٫۵۱۳      | ۱:۲۹٫۸۰۹      | ۵        |
| ۶      | ۳     | دنیل ریکاردو        | مک‌لارن-مرسدس       | ۱:۳۰٫۷۹۵      | ۱:۳۰٫۲۲۲      | ۱:۲۹٫۹۲۷      | ۶        |
| ۷      | ۴     | لاندو نوریس         | مک‌لارن-مرسدس       | ۱:۳۰٫۹۰۲      | ۱:۳۰٫۰۹۹      | ۱:۲۹٫۹۷۴      | ۷        |
| ۸      | ۵۵    | کارلوس ساینز جونیور | فراری              | ۱:۳۱٫۶۵۳      | ۱:۳۰٫۰۰۹      | ۱:۳۰٫۲۱۵      | ۸        |
| ۹      | ۱۴    | فرناندو آلونسو      | آلپاین-رنو         | ۱:۳۰٫۸۶۳      | ۱:۳۰٫۵۹۵      | ۱:۳۰٫۲۴۹      | ۹        |
| ۱۰     | ۱۸    | لانس استرول         | استون مارتین-مرسدس | ۱:۳۱٫۲۶۱      | ۱:۳۰٫۶۲۴      | ۱:۳۰٫۶۰۱      | ۱۰       |
| ۱۱     | ۱۱    | سرجیو پرز           | رد بول-هوندا       | ۱:۳۱٫۱۶۵      | ۱:۳۰٫۶۵۹      | ن/م           | پیت لین۱ |
| ۱۲     | ۹۹    | آنتونیو جوویناتزی   | آلفا رومئو-فراری   | ۱:۳۰٫۹۹۸      | ۱:۳۰٫۷۰۸      | ن/م           | ۱۲       |
| ۱۳     | ۲۲    | یوکی سونودا         | آلفاتاوری-هوندا    | ۱:۳۰٫۶۰۷      | ۱:۳۱٫۲۰۳      | ن/م           | ۱۳       |
| ۱۴     | ۷     | کیمی رایکونن        | آلفا رومئو-فراری   | ۱:۳۱٫۵۴۷      | ۱:۳۱٫۲۳۸      | ن/م           | ۱۴       |
| ۱۵     | ۶۳    | جورج راسل           | ویلیامز مرسدس      | ۱:۳۱٫۳۱۶      | ۱:۳۳٫۴۳۰      | ن/م           | ۱۵       |
| ۱۶     | ۳۱    | استابان اوکون       | آلپاین-رنو         | ۱:۳۱٫۷۲۴      | ن/م           | ن/م           | ۱۶       |
| ۱۷     | ۶     | نیکلاس لطیفی        | ویلیامز مرسدس      | ۱:۳۱٫۹۳۶      | ن/م           | ن/م           | ۱۷       |
| ۱۸     | ۵     | سباستیان فتل        | استون مارتین-مرسدس | ۱:۳۲٫۰۵۶      | ن/م           | ن/م           | ۲۲۰      |
| ۱۹     | ۴۷    | میک شوماخر          | هاس-فراری          | ۱:۳۲٫۴۴۹      | ن/م           | ن/م           | ۱۸       |
| ۲۰     | ۹     | نیکیتا مازپین       | هاس-فراری          | ۱:۳۳٫۲۷۳      | ن/م           | ن/م           | ۱۹       |
| منبع:  |       |                     |                    |               |               |               |          |

یادداشت:
1. سباستیان فتل به دلیل عدم توجه به جفت پرچم‌های زرد در مرحله اول، پنج رتبه در خط شروع جریمه شد.[۱۳]
2. سرجیو پرز یازدهم شد، اما به دلیل یک مشکل الکتریکی که در دور شکل‌گیری رخ داد او مسابقه را از پیت‌لین آغاز کرد و به همین دلیل جای او در خط شروع خالی مانده بود.[۱۴]

## مسابقه
مسابقه در ساعت ۱۸:۰۰ به وقت محلی در ۲۸ مارس آغاز شد.
| جایگاه                                                | شماره | راننده              | تیم-موتور          | دورها | زمان             | خط شروع | امتیاز |
| ----------------------------------------------------- | ----- | ------------------- | ------------------ | ----- | ---------------- | ------- | ------ |
| ۱                                                     | ۴۴    | لوییس همیلتون       | مرسدس              | ۵۶    | ۱:۳۲:۰۳٫۸۹۷      | ۲       | ۲۵     |
| ۲                                                     | ۳۳    | ماکس فرستاپن        | رد بول-هوندا       | ۵۶    | +۰٫۷۴۵           | ۱       | ۱۸     |
| ۳                                                     | ۷۷    | والتری بوتاس        | مرسدس              | ۵۶    | +۳۷٫۳۸۳          | ۳       | ۱۱۶    |
| ۴                                                     | ۴     | لاندو نوریس         | مک‌لارن-مرسدس       | ۵۶    | +۴۶٫۴۶۶          | ۷       | ۱۲     |
| ۵                                                     | ۱۱    | سرجیو پرز           | رد بول-هوندا       | ۵۶    | +۵۲٫۰۴۷          | پیت لین | ۱۰     |
| ۶                                                     | ۱۶    | شارل لکلرک          | فراری              | ۵۶    | +۵۹٫۰۹۰          | ۴       | ۸      |
| ۷                                                     | ۳     | دنیل ریکاردو        | مک‌لارن-مرسدس       | ۵۶    | +۱:۰۶٫۰۰۴        | ۶       | ۶      |
| ۸                                                     | ۵۵    | کارلوس ساینز جونیور | فراری              | ۵۶    | +۱:۰۷٫۱۰۰        | ۸       | ۴      |
| ۹                                                     | ۲۲    | یوکی سونودا         | آلفاتاوری-هوندا    | ۵۶    | +۱:۲۵٫۶۹۲        | ۱۳      | ۲      |
| ۱۰                                                    | ۱۸    | لانس استرول         | استون مارتین-مرسدس | ۵۶    | +۱:۲۶٫۷۱۳        | ۱۰      | ۱      |
| ۱۱                                                    | ۷     | کیمی رایکونن        | آلفا رومئو-فراری   | ۵۶    | +۱:۲۸٫۸۶۴        | ۱۴      |        |
| ۱۲                                                    | ۹۹    | آنتونیو جوویناتزی   | آلفا رومئو-فراری   | ۵۵    | +۱ دور           | ۱۲      |        |
| ۱۳                                                    | ۳۱    | استابان اوکون       | آلپاین-رنو         | ۵۵    | +۱ دور           | ۱۶      |        |
| ۱۴                                                    | ۶۳    | جورج راسل           | ویلیامز مرسدس      | ۵۵    | +۱ دور           | ۱۵      |        |
| ۱۵                                                    | ۵     | سباستیان فتل        | استون مارتین-مرسدس | ۵۵    | +۱ دور۲          | ۲۰      |        |
| ۱۶                                                    | ۴۷    | میک شوماخر          | هاس-فراری          | ۵۵    | +۱ دور           | ۱۸      |        |
| ۳۱۷                                                   | ۱۰    | پیر گاسلی           | آلفاتاوری-هوندا    | ۵۲    | خرابی برخورد     | ۵       |        |
| ۳۱۸                                                   | ۶     | نیکلاس لطیفی        | ویلیامز مرسدس      | ۵۱    | خرابی توربوشارژر | ۱۷      |        |
| بیرون                                                 | ۱۴    | فرناندو آلونسو      | آلپاین-رنو         | ۳۲    | خرابی ترمز       | ۹       |        |
| بیرون                                                 | ۹     | نیکیتا مازپین       | هاس-فراری          | ۰     | تصادف            | ۱۹      |        |
| سریعترین دور والتری بوتاس (مرسدس) – ۱:۳۲٫۰۹۰ (دور ۵۶) |       |                     |                    |       |                  |         |        |
| منبع:                                                 |       |                     |                    |       |                  |         |        |

یادداشت:
1. شامل یک امتیاز برای سریعترین دور است.
2. سباستیان فتل به دلیل برخورد با استابان اوکون ۱۰ ثانیه جریمه شد.[۱۷]
3. پیر گاسلی و نیکلاس لطیفی به دلیل اینکه بیش از ۹۰٪ مسافت مسابقه را پشت سر گذاشتند، رده‌بندی شدند.

## جدول رده‌بندی قهرمانی بعد از مسابقه
| جایگاه | راننده        | امتیاز |
| ------ | ------------- | ------ |
| ۱      | لوییس همیلتون | ۲۵     |
| ۲      | ماکس فرستاپن  | ۱۸     |
| ۳      | والتری بوتاس  | ۱۶     |
| ۴      | لاندو نوریس   | ۱۲     |
| ۵      | سرجیو پرز     | ۱۰     |
| منبع:  |               |        |

| جایگاه | تیم-موتور       | امتیاز |
| ------ | --------------- | ------ |
| ۱      | مرسدس           | ۴۱     |
| ۲      | رد بول-هوندا    | ۲۸     |
| ۳      | مک‌لارن-مرسدس    | ۱۸     |
| ۴      | فراری           | ۱۲     |
| ۵      | آلفاتاوری-هوندا | ۲      |
| منبع:  |                 |        |